# Нові Черкаси
Нові Черка́си (рос. Новые Черкассы, башк. Яңы Черкассы) — селище у складі Башкортостану, Росія. Входить до складу Уфимського міського округу, Орджонікідзевського району міста Уфа.
Населення — 1944 особи (2010, 1787 у 2002).
Національний склад:
- росіяни — 69 %